# Zohar
Zohar er en omfattende samling af mystiske og metafysiske manuskripter, der fortolker Toraen. Zohar udkom som små pamfletter, og er senere samlet til et samlet værk. 
De fleste forskere mener, at Moses de León (ca. 1240-1305) har skrevet Zohar, selvom værket traditionelt tilskrives Rabbi Shimon bar Yochai.[kilde mangler] Moses de León var en jødisk mystiker og kabbalist, der levede i Spanien i det 13. århundrede. Han hævdede at have fundet den ældgamle tekst, men det er i dag bredt anerkendt, at han faktisk selv forfattede den, eller i det mindste skrev størstedelen af den.[kilde mangler]
Ordet zohar kan oversættes til "lys" eller "stråleglans" Hebraisk. Zohar er en vigtig del af Kabbalah, den jødiske mysticisme. 
Dele af værket har været oversat til latin og engelsk; men en komplet filologisk udgave er endnu ikke udgivet på engelsk. Daniel C. Matt har siden 2004 redigeret det, der skal blive en komplet udgave af Zohar. I denne udgave ordnes de mange løse manuskripter efter 
Toraens indholdsmæssige rækkefølge. Dermed bliver Zohar en tolkning af Tora.
Zohar er fortællingen om en række rabbier anført af Rabbi Shimon bar Yochai, der mødes forskellige steder i Galilæa i det nordlige Israel.
Det mest centrale mødested i Zohar er vejene og markerne omkring byen Sefad (Safed) samt bjergområder i Øvre Galilæa. Fortællingen beskriver ofte rabbierne, der vandrer og diskuterer mystiske og teologiske emner under deres rejser.
Med begejstring udlægges passager fra Toraen. Typisk indledes et afsnit med begejstrede udråb, som: "kom og se" eller det mere mystiske "Rabbi NN åbnede".
Et af de særligt nævnte steder er Meron, hvor Rabbi Shimon bar Yochai siges at have skjult sig i en hule i 13 år, under den romerske forfølgelse af jøderne, og hvor han modtog guddommelige åbenbaringer. 
Meron er også kendt som stedet for hans grav, som i dag er et vigtigt pilgrimsmål for kabbalister.
Tolkningerne er meget detaljerede. Udlægningen af de syv første bogstaver i Toraen fylder f.eks. det meste af bind I i Daniel C. Matts oversættelse.